# Barringtonia niedenzuana
Barringtonia niedenzuana là một loài thực vật có hoa trong họ Lecythidaceae. Loài này được (K.Schum.) R.Knuth mô tả khoa học đầu tiên năm 1939.